# José Manuel Barroso
José Manuel Durão Barroso (wym. [ʒuˈzɛ mɐnuˈɛɫ duˈɾɐ̃w̃ bɐˈʁozu]; ur. 23 marca 1956 w Lizbonie) – portugalski polityk, prawnik i nauczyciel akademicki. W latach 1992–1995 minister spraw zagranicznych w rządzie Aníbal Cavaco Silvy, od 1999 do 2004 przewodniczący Partii Socjaldemokratycznej. Premier Portugalii od 6 kwietnia 2002 do 17 lipca 2004. Od 22 listopada 2004 do 31 października 2014 przewodniczący Komisji Europejskiej.

## Życiorys

### Wykształcenie i działalność zawodowa
Ukończył prawo na Uniwersytecie Lizbońskim, a także studia europejskie na Uniwersytecie Genewskim, na którym uzyskał również magisterium w zakresie nauk politycznych. Pracował jako nauczyciel akademicki na uniwersytetach w Lizbonie i Genewie, jako profesor wizytujący wykładał na Uniwersytecie Georgetown. W latach 1995–1999 był dziekanem wydziału stosunków międzynarodowych na Universidade Lusíada de Lisboa.

### Działalność polityczna
W czasach studenckich należał do organizacji FEM-L, powiązanej z komunistycznym ruchem MRPP i opozycyjnej wobec dyktatury Nowego Państwa. W 1980 został członkiem centroprawicowej Partii Socjaldemokratycznej (PSD).
W 1985 po raz pierwszy uzyskał mandat posła do Zgromadzenia Republiki. Z powodzeniem ubiegał się o reelekcję w kolejnych wyborach w 1987, 1991, 1995, 1999 i 2002, zasiadając w portugalskim parlamencie IV, V, VI, VII, VIII i IX kadencji.
Również od 1985 obejmował funkcje rządowe w kolejnych gabinetach, którymi kierował Aníbal Cavaco Silva. Początkowo został sekretarzem stanu ds. wewnętrznych. W 1987 przeszedł na stanowisko sekretarza stanu ds. polityki i współpracy zagranicznej. Z ramienia swojego rządu był zaangażowany w próby pokojowego rozwiązania wojny domowej w byłej portugalskiej kolonii Angoli. W latach 1992–1995 sprawował urząd ministra spraw zagranicznych. W 1995 PSD przeszła do opozycji, José Manuel Barroso przez rok stał na czele komisji spraw zagranicznych w Zgromadzeniu Republiki. W 1999 został przewodniczącym Partii Socjaldemokratycznej, funkcję tę pełnił do 2004.
Kierowana przez niego PSD zwyciężyła w wyborach w 2002, zawiązując koalicję z Partią Ludową. 6 kwietnia 2002 José Manuel Barroso został nowym premierem, stając na czele XV rządu konstytucyjnego. Urząd ten sprawował do 17 lipca 2004. Jego gabinet popierał interwencję w Iraku, prowadził restrykcyjną politykę gospodarczą, zmierzającą do ograniczenia deficytu budżetowego i zreformowania prawa pracy. Działania te nie spowodowały jednak szybkiego ożywienia gospodarki i zmniejszenia bezrobocia, przyczyniając się do spadku poparcia dla rządu i porażki Partii Socjaldemokratycznej w wyborach parlamentarnych w 2005.
Wybory do Parlamentu Europejskiego w 2004 przyniosły zwycięstwo Europejskiej Partii Ludowej. EPP dążyła do wyłonienia ze swoich szeregów przewodniczącego Komisji Europejskiej. Wybór padł na urzędującego premiera Portugalii, którego zaakceptowała Rada Europejska. 22 lipca 2004 uzyskał wotum zaufania w Europarlamencie. Jego pierwsza komisja rozpoczęła urzędowanie 22 listopada 2004. Po kolejnych eurowyborach w 2009 zaproponowano jego reelekcję na drugą kadencję. 22 września tegoż roku decyzję tę zaaprobował Parlament Europejski VII kadencji. Druga komisja José Manuela Barroso urzędowała od 10 lutego 2010 do 31 października 2014. W okresie urzędowania prowadzono dalsze negocjacje akcesyjne, w tym zakończono procesy przyjmowania do Unii Europejskiej Rumunii i Bułgarii (w okresie I kadencji) oraz Chorwacji (w okresie II kadencji). Przyjęto w tym czasie zakładający reformę unijnych instytucji traktat lizboński, a także podejmowano działania celem przeciwdziałania zapoczątkowanemu w 2007 światowemu kryzysowi finansowemu.
Po zakończeniu drugiej kadencji José Manuel Barroso powrócił do pracy naukowej w tym jako profesor Universidade Católica Portuguesa i Uniwersytetu Genewskiego. W lipcu 2016 został doradcą w londyńskim oddziale Goldman Sachs, zajmując się polityką banku wobec procesu opuszczenia Unii Europejskiej przez Wielką Brytanię. Objęcie tego stanowiska tuż po upływie 18 miesięcy od odejścia z Komisji Europejskiej, chociaż będące zgodne z formalnymi wymogami dotyczącymi unikania konfliktu interesów, skłoniło europejskiego rzecznika praw obywatelskich do podjęcia inicjatywy na rzecz zaostrzenia zasad podejmowania pracy przez członków KE po zakończeniu kadencji.

## Życie prywatne
Żonaty z Margaridą Sousa Uva, ma troje dzieci.

## Odznaczenia i wyróżnienia

### Ordery i odznaczenia

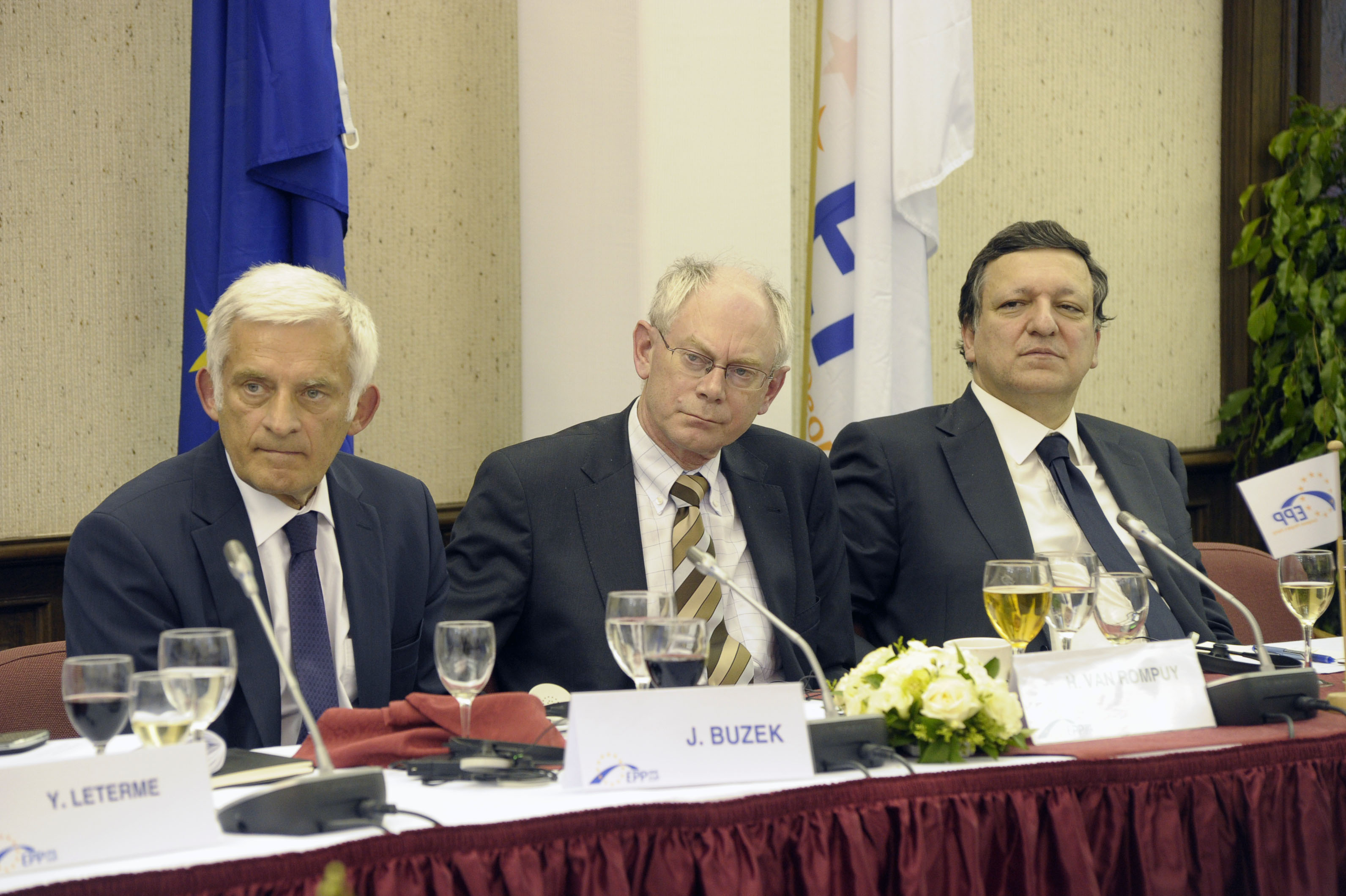
Od lewej: Jerzy Buzek (przewodniczący PE), Herman Van Rompuy (przewodniczący RE) i José Manuel Barroso (przewodniczący KE)

- Krzyż Wielki Orderu Chrystusa (1996, Portugalia)
- Wielki Łańcuch Orderu Infanta Henryka (2014, Portugalia)[12]
- Order Flagi Narodowej (2014, Albania)[13]
- Krzyż Wielki Orderu Krzyża Południa (1991, Brazylia)[14]
- Krzyż Wielki Orderu Rio Branco (1996, Brazylia)[14]
- Order Krzyża Ziemi Maryjnej I klasy (2009, Estonia)
- Krzyż Wielki Orderu Lwa Finlandii (1991, Finlandia)[14]
- Wielki Oficer Legii Honorowej (2014, Francja)
- Narodowy Order Zasługi, Współpracy i Rozwoju (Gwinea Bissau)[14]
- Krzyż Wielki Orderu Zasługi Cywilnej (1993, Hiszpania)[14]
- Krzyż Wielki Orderu Oranje-Nassau (1992, Holandia)[14]
- Krzyż Wielki Orderu Sokoła Islandzkiego (1993, Islandia)
- Xirka Ġieħ ir-Repubblika (1995, Malta)[14]
- Wielka Wstęga Orderu Alawitów (1995, Maroko)[14]
- Krzyż Wielki Orderu Zasługi Republiki Federalnej Niemiec (1990, Niemcy)[14]
- Krzyż Wielki Orderu Słońca Peru (1994, Peru)[14]
- Krzyż Wielki Orderu Zasługi Rzeczypospolitej Polskiej (2004, Polska)[15]
- Order Podwójnego Białego Krzyża II klasy (2014, Słowacja)
- Wielka Wstęga Orderu Republiki (1993, Tunezja)[14]
- Order Wolności (2015, Ukraina)[16]
- Krzyż Wielki Orderu Zasługi Republiki Węgierskiej (2002, Węgry)[14]
- Rycerz Komandor Orderu św. Michała i św. Jerzego (1994, Wielka Brytania)[14]
- Wielki Oficer Narodowego Orderu Wybrzeża Kości Słoniowej (1991, Wybrzeże Kości Słoniowej)[14]
- Krzyż Wielki Orderu Pro Merito Melitensi (1989, Zakon Maltański)[14]

### Doktoraty honorowe
- Roger Williams University w Rhode Island (2005)
- Uniwersytet Georgetown (2006)
- Uniwersytet Genueński (2006)
- Uniwersytet w Kobe (2005)
- Uniwersytet Edynburski (2006)
- HEC Paris (2006)
- Uniwersytet Rzymski – La Sapienza (2007)
- Szkoła Główna Handlowa w Warszawie (2007)[17]
- Pontificia Universidad Católica de São Paulo (2007)
- University of Liverpool (2008)
- Université de Nice – Sophia Antipolis (2008)
- Uniwersytet Tomáša Baty w Zlinie (2009)
- Technische Universität Chemnitz (2009)
- Uniwersytet Pittsburski (2009)
- Uniwersytet Łódzki (2010)[18]
- Uniwersytet Bukareszteński (2010)[19]
- Politechnika Wrocławska (2011)[20]
- Uniwersytet Ekonomiczny w Bratysławie (2014)[21]

### Nagrody i wyróżnienia
- Honorowe obywatelstwo Rio de Janeiro (2006)
- Honorowe obywatelstwo Delf (2007)
- Tytuł „Człowieka Roku” 2009 Forum Ekonomicznego[22]